# Xã Fairfield, Quận Washington, Ohio
Xã Fairfield (tiếng Anh: Fairfield Township) là một xã thuộc quận Washington, tiểu bang Ohio, Hoa Kỳ. Năm 2010, dân số của xã này là 1.109 người.